# Promillegrenze
Die Promillegrenze ist umgangssprachlich die von Gesetz- bzw. Verordnungsgeber oder der Rechtsprechung maximal tolerierte Intoxikation mit Alkohol in verschiedenen Rechtsgebieten.

## Allgemeines
Wird eine bestimmte Höhe des in den verschiedenen Rechtsgebieten unterschiedlich festgelegten Grenzwertes der Blutalkoholkonzentration überschritten, lösen sie im Strafrecht, Ordnungswidrigkeitenrecht, Verkehrsordnungsrecht, Arbeitsschutz, Versicherungsrecht oder Haftungsrecht nachteilige Rechtsfolgen aus.
Besonders im Strafrecht bezüglich des Fahrens unter Einfluss psychoaktiver Substanzen und der Schuldunfähigkeit ist dies von Bedeutung. Auch im Bereich des Sportrechts, beispielsweise Doping im Schießsport, kommt der Promillegrenze entscheidende Bedeutung zu.

## Promillegrenze im Straßenverkehr
In den meisten europäischen Ländern gelten Promillegrenzen für das Führen von Fahrzeugen. Verstöße werden oftmals mit Geldstrafen von meist mehreren hundert Euro geahndet, in Polen laut ADAC bis zu 1.200 €. Zusätzlich wird in der Regel die Weiterfahrt untersagt. Kann die Strafe nicht sofort beglichen werden, muss in einigen Ländern mit einer Fahrzeugsicherstellung gerechnet werden. Wer alkoholisiert oder unter Drogeneinwirkung einen Unfall, womöglich mit Verletzten, verursacht, dem droht auch eine Haftstrafe.
In Deutschland liegt für Kraftfahrzeugführer spätestens ab 1,1 ‰ absolute Fahruntüchtigkeit vor (bereits ab 0,3 ‰ relative Fahruntüchtigkeit, wenn man augenscheinlich nicht mehr zum Fahren in der Lage ist). Wer gleichwohl ein Kraftfahrzeug führt, macht sich wegen Trunkenheit im Verkehr strafbar und die Fahrerlaubnis wird unter Anordnung einer Sperrfrist entzogen. Ab 1,6 ‰ wird die Führerscheinstelle vor Neuerteilung der Fahrerlaubnis die Durchführung einer MPU anordnen. In jedem Fall hat man ab 0,5 ‰ eine Ordnungswidrigkeit begangen und bekommt ein Fahrverbot (§ 24a Abs. 1 StVG). Ein Fahrradfahrer ist spätestens ab 1,6 ‰ absolut fahruntüchtig (bei alkoholbedingten Ausfallerscheinungen bereits ab 0,3 ‰, wie bei KFZ). Sollte der Fahrradfahrer Inhaber einer Fahrerlaubnis sein, droht auch hier die Aufgabe eines verkehrspsychologischen Gutachtens (MPU) und damit verbunden der Entzug der Fahrerlaubnis.

## Geschichte
In der Bundesrepublik Deutschland legte der Bundesgerichtshof 1953 erstmals eine Grenze von 1,5 Promille Alkohol im Blut fest, ab welcher, ohne weitere Voraussetzungen, eine Ordnungswidrigkeit vorliegt. Am 14. Juni 1973 verabschiedete der Deutsche Bundestag das Gesetz über die höchstzulässige Grenze der Alkoholkonzentration bei Benutzung von Kraftfahrzeugen von 0,8 Promille, und 2001 wurde die Grenze für den Verlust der Fahrerlaubnis auf 0,5 Promille gesenkt.
Auf dem Gebiet der DDR galt ab 1956 eine Null-Promillegrenze. Diese Regelung in § 7 StVO der DDR blieb gemäß Einigungsvertrag auch nach der Wiedervereinigung in Kraft, geriet aber mit der Zeit in Vergessenheit. Erst im Juli 2021 wurde sie durch Artikel 17 des Vierten Gesetztes zur Änderung des Straßenverkehrsgesetzes und weiterer straßenverkehrsrechtlicher Vorschriften aufgehoben.

## Sonstiges
In der Schweiz galt von 2014 bis 2019 die 0,5-Promillegrenze für Gummibootfahrer.
In Deutschland existiert keine Promillegrenze für Reiter. 
In Deutschland, Österreich und der Schweiz existiert keine Promillegrenze für Skifahrer, wohl aber in Südtirol mit 0,5 Promille.